# Gwendal Ar Floc'h
Marcel Le Floc’h qui avait pris pour pseudonyme Gwendal ou Gwendal Ar Floc’h est un conteur breton, né le 4 janvier 1932 à Langonnet et décédé le 5 juillet 2016 à Carhaix-Plouguer.

## Biographie
Né dans la Bretagne bretonnante, il monta à Paris où il essaya de réussir comme acteur au théâtre et au cinéma.
Il fit ses débuts de conteur bretonnant à La Mission bretonne (Ti ar vretoned) et dans les émissions bretonnes de Radio Pays où il proposait également des cours de breton.
Il a participé au tournage de l'adaptation du Cheval d'orgueil par Claude Chabrol. Il y jouait le montreur d'images et avait réussi à imposer que son dialogue fût en breton.
Il revint dans son pays natal, Gourin, sur la fin de sa vie, contant dans de nombreuses manifestations et émissions de radio.

## Œuvres

### Livres
- Contes et légendes de Gwendal, 2002

### Films
- Le journal d'une femme de chambre, 1964.
- Deslouettes père et fils, 1967[3].
- Le Cheval d'orgueil, 1980.